# Nuria Guiu Sagarra
Nuria Guiu Sagarra (Barcelona, 1985) és una ballarina i coreògrafa catalana.
Graduada per l'Institut del Teatre de Barcelona, ha participat en companyies espanyoles i internacionals com IT Dansa o La Veronal i companyies Internacionals com Cullberg Ballet o Gisèle Vienne, entre d'altres. És professora de ioga Iyengar i està estudiant el grau d'Antropologia i Evolució Humana a la Universitat Oberta de Catalunya (UOC). L'any 2012, Guiu va crear La Muda, una peça que es va estrenar a l'Òpera d'Oslo i que va representar la Carte Blanche Dance Company. Una altra obra seva, Likes, va obtenir una menció especial com a millor actuació de dansa als Premis Ciutat de Barcelona 2018, així com un premi a la millor actuació dins la categoria solo de dansa als Premis de la Crítica de les Arts Escèniques de Dança 2018 de Barcelona. El 2018 crea, conjuntament amb Pau Milla, el "Col·lectiu Perifèria", un projecte educatiu i creatiu que treballa a través del cos i el moviment per a la mediació de conflictes i la transformació social. També ha exercit com a docent a diferents escoles, com Tragant Dansa, Area Dansa, i ha estat professora convidada a l'Institut del Teatre o al Festival Salmon, entre d'altres. La darrera creació de Guiu ha estat el juliol de 2020 amb Spiritual Boyfriends.
El 2022 va rebre el Premi Nacional de Cultura, atorgat pel CoNCA.